# Ats Bonninga
Ats Bonninga, född i Loënga i Sneek, död efter 1494, var en holländsk adelsdam. Hon är känd som försvararen av slottet i byn Warns i Gaasterland under maktkampen mellan klanerna Schieringers och Vetkopers 1494. 
Ats var dotter till van Lo(u)w Broers Bonninga och Hylck Feyckesd. van Harinxma, gift med Jelmer Sytsma. Hennes far tillhörde klanen Schieringers. Då maken år 1494 tillfångatogs av Vetkopers försvarade hon ensam borgen tills hon kunde utväxla maken mot egna fångar och löfte om fri lejd. Bonninga skildrades många gånger från 1522 och framåt och spelade under 1800-talet stor roll för den lokala nationalromantiken i Friesland.   